# Oulad Youssef
Oulad Youssef (franska: Oulad Youssef (CR), Oulad Youssef (Commune Rurale), arabiska: كطاية) är en kommun i Marocko.   Den ligger i provinsen Béni Mellal och regionen Béni Mellal-Khénifra, i den nordöstra delen av landet, 160 km söder om huvudstaden Rabat. Antalet invånare är 12 804.